# Pont de Ryōgoku
Le pont de Ryōgoku (両国橋, Ryōgoku-bashi) est un pont de Tokyo construit en 1659 sur la Sumida-gawa juste en amont de sa confluence avec la Kanda-gawa. Son nom, qui signifie « deux provinces », vient de ce qu'il relie Edo (prédécesseur de Tokyo dans la province de Musashi) et la province de Shimōsa. Le quartier de Ryōgoku à l'extrémité est du pont lui doit son nom.
Originellement en bois, il est endommagé à plusieurs reprises avant d'être remplacé par un pont métallique en 1904. Le pont actuel résulte des fortes rénovations de 1932, et mesure 164,5 m de long pour 24 m de large.

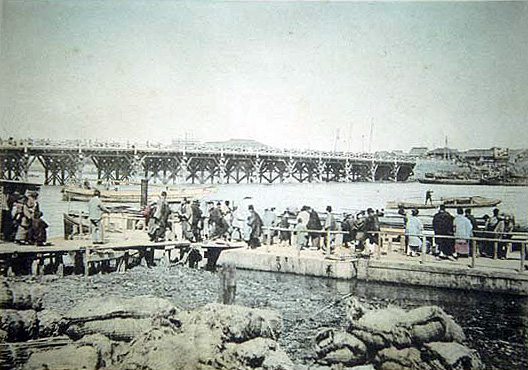
Pont en bois en 1875.
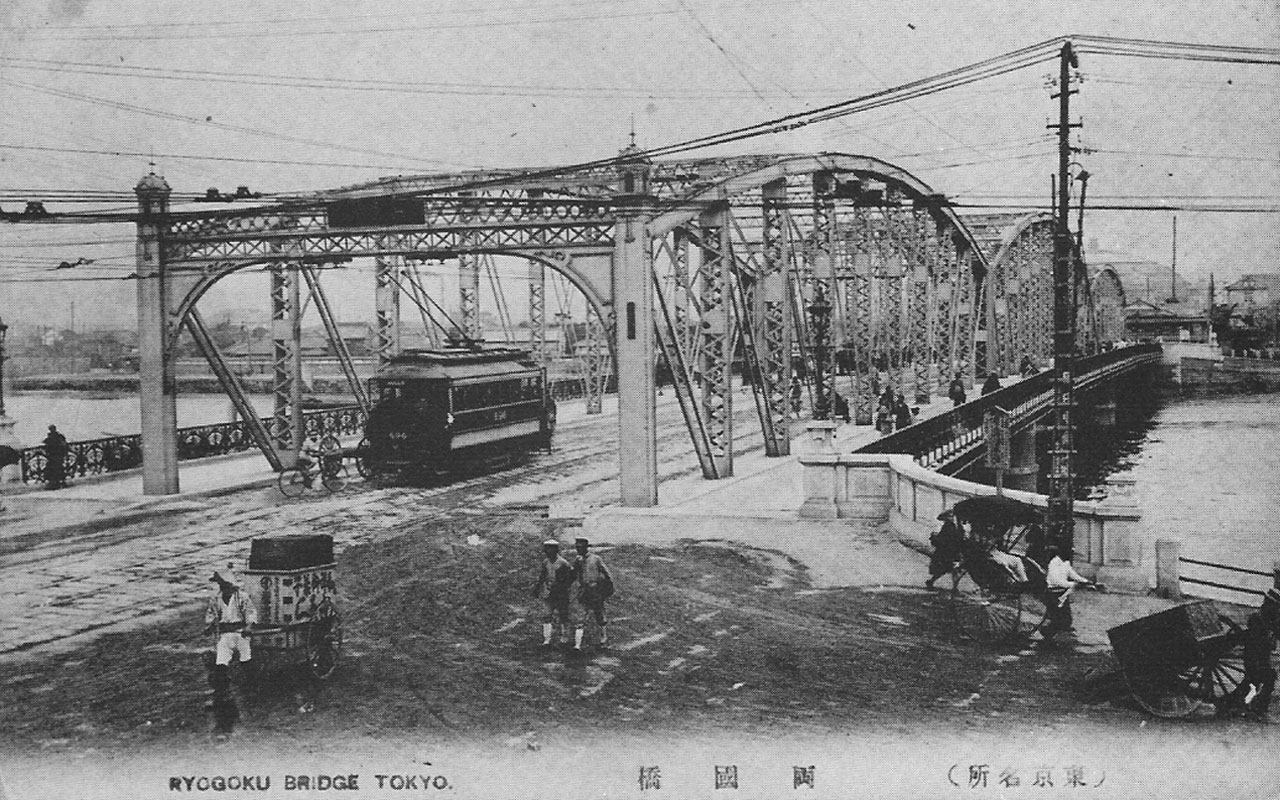
Le pont métallique en 1904.
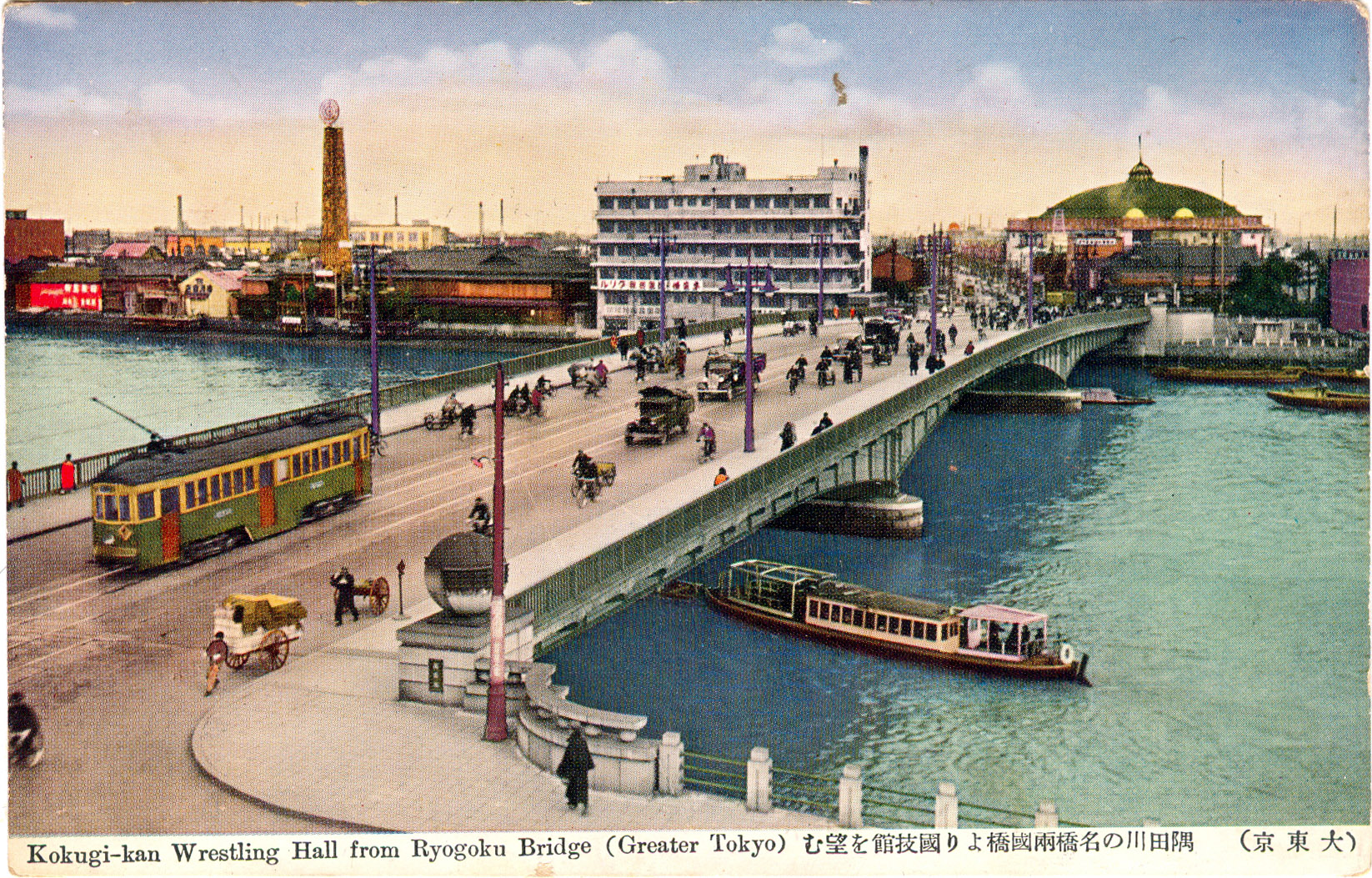
Pont métallique rénové en 1935.

## Dans les arts
Le pont a été représenté dans des estampes Ukiyo-e par Hiroshige (série des Cent vues d'Edo), Hokusai (série des Trente-six vues du mont Fuji) et Kuwagata Keisai.

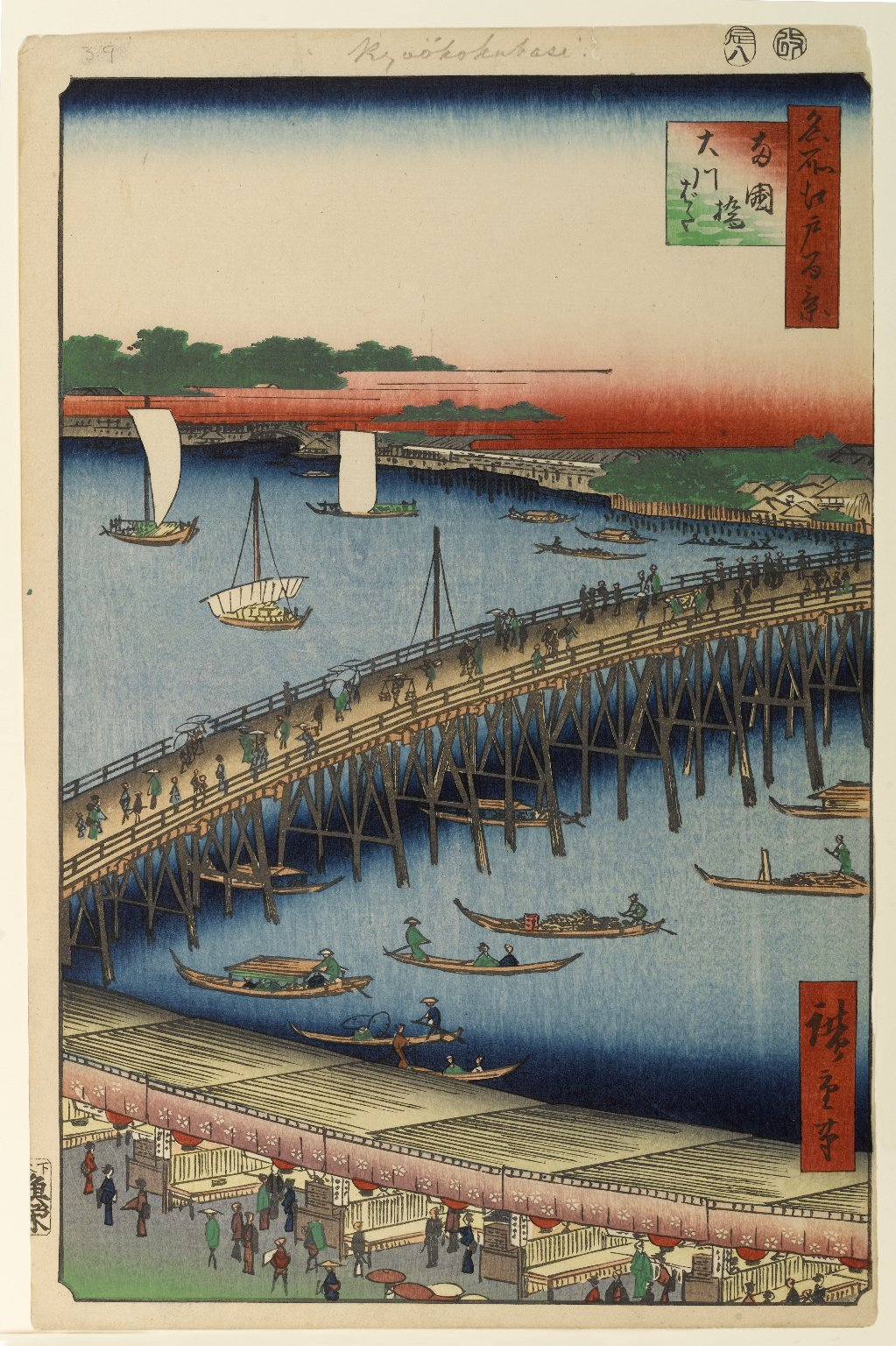
« Le pont de Ryōgoku et la grande berge » de la série les Cent vues d'Edo par Hiroshige, (8e mois, 1856 - Brooklyn Museum).
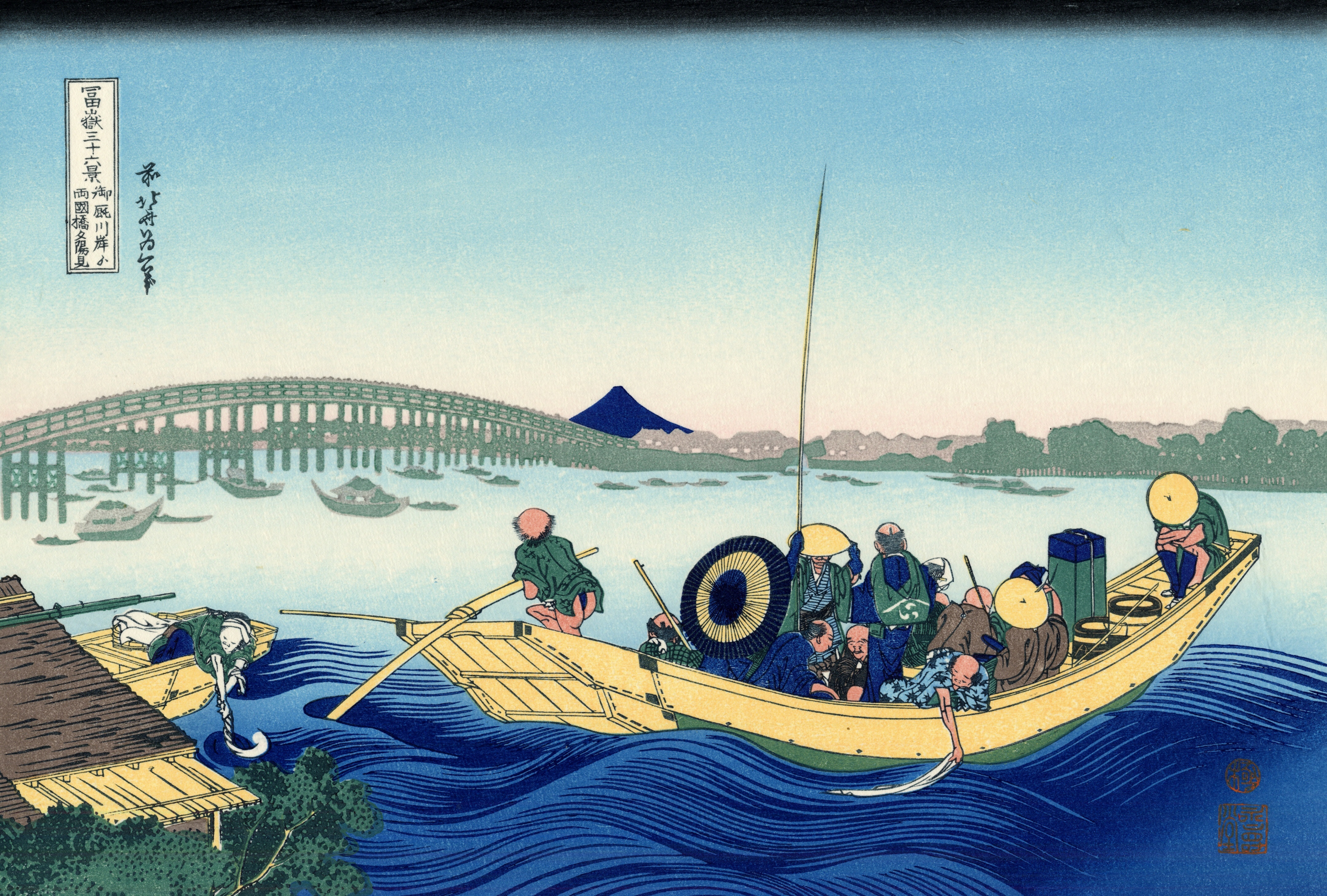
« Coucher de soleil à travers le pont de Ryōgoku depuis la rive de la Sumida à Onmayagashi » de la série des Trente-six vues du mont Fuji par Hokusai (1830).
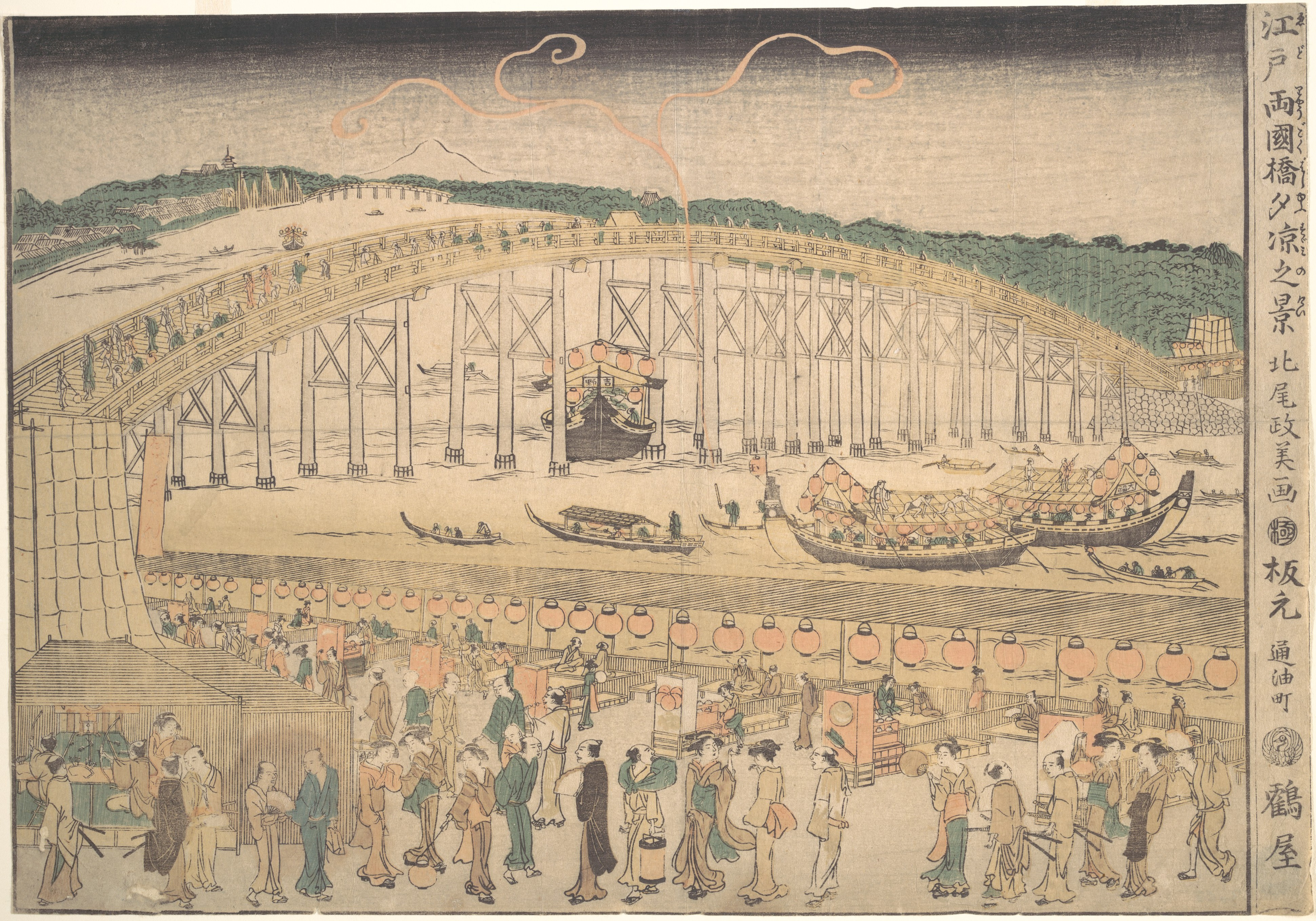
Gravure sur bois de Kuwagata Keisai (1780, Metropolitan Museum of Art).